# Uloborus campestratus
Espèce
Synonymes
- Uloborus spernax O. Pickard-Cambridge, 1898
- Uloborus cinereus O. Pickard-Cambridge, 1898

Uloborus campestratus est une espèce d'araignées aranéomorphes de la famille des Uloboridae.

## Distribution
Cette espèce se rencontre des États-Unis au Texas et en Floride au Venezuela,.

## Description
Les mâles mesurent de 2,0 à 2,4 mm et les femelles de 2,4 à 4,0 mm.

## Publication originale
- Simon, 1893 : Voyage de M. E. Simon au Venezuela (Décembre 1887—Avril 1888). 21e Mémoire. Arachnides (1). Familles des Uloboridae, Zoropsidae, Dictynidae, Oecobiidae, Filistatidae, Sicariidae, Leptonetidae, Oonopidae, Dysderidae, Caponiidae, Prodidomidae, Drassidae, Palpimanidae et Zodariidae. Annales de la Société Entomologique de France, vol. 61, no 4, p. 423-462 (texte intégral).